# Gutiérrez-Magee-ekspeditionen
Guitérrez-Magee-ekspeditionen ind i spansk Texas fra USA i 1812-1813 var et mislykket forsøg på at vælte det spanske styre ved magt og udråbe en selvstændig republik.
I spidsen for den amerikansk-sanktionerede oprørshær stod den revolutionære mexicaner José Bernardo Gutiérrez de Lara sammen med en tidligere løjtnant i den amerikanske hær, Augustus W. Magee. Oprørshæren bestod af mexicanere og op mod 200 frivillige amerikanere.:51  Endvidere deltog indianske hjælpetropper af tonkawaer og lipan apacher i nogle af kampene mod spanierne,:133  som begge stammer tidligere havde været i konflikt med.:129  Den tvær-etniske alliance blev kendt som Republican Army of the North.

## Gutiérrez-Magee-ekspeditionen

### Revolutions-hærens sejre
Fra Louisiana drog hæren vestpå og ind i den spanske provins Texas ved at krydse Sabine River. Den indtog garnisonsbyen Nacogdoches den 12. august 1812 uden at have mødt meget modstand. Oprørshæren vandt tilslutning fra flere våbenføre folk undervejs mod det sydlige Texas.
Den spanske krones soldater måtte opgive at holde La Bahía ved San Antonio River den 7. november, og deres forsøg på at generobre fortet i februar 1813 slog fejl. Magee døde under den spanske hærs belejring af La Bahía, og amerikaneren Samuel Kemper overtog posten som oberst.:52 
Den 29. marts led Spanien et smerteligt nederlag under slaget ved Rosillo, og vejen til den tidligere hovedstad San Antonio de Béxar ca. 15 kilometer borte lå åben. Republican Army of the North indtog byen den 1. april. Oprørshæren tog mange til fange, bl.a. statens guvernør Teodoe Manual María Salcedo. Da Gutiérrez brutalt lod både Salcedo, General Simón de Herrera og mere end 10 andre spanske officerer henrette den 5. april,:70  mistede han de amerikanske styrkers støtte. Kemper og mange andre vendte fulde af foragt tilbage til USA.
Gutiérrez gjorde den tidligere missions-station San Antonio de Valero (det senere Alamo) til sit hovedkvarter.

### Oprøret knuses
Efter at de royale tropper var blevet påført endnu et nederlag den 20. juni udenfor San Antonio de Béxar, samlede Spanien en styrke under General Joaquín de Arredondo. En af officererne med ham var løjtnant Antonio López de Santa Anna, der 23 år senere ville lede stormen på Alamo under texanernes revolution.
Utilfredse med Gutiérrez afsatte oprørshæren ham, hvorpå cubaneren José Álvarez de Toledo y Dubois trådte frem som ny leder.:55  Han og amerikaneren Reuben Ross, Kempers afløser, konfronterede sejrsikre deres modstander udenfor San Antonio de Béxar den 18. august. Republican Army of the North led et afgørende nederlag ved Medina River med mere end 1.300 faldne eller henrettede.:70  Texas var atter en provins under spansk herredømme.
Sejrherrerne fejrede triumfen ved at plyndre San Antonio de Béxar, henrette hundredevis af byens mænd de følgende dage og voldtage kvinder og piger.:77  Flere borgere flygtede til Louisiana.:70 

### Efter oprørsforsøget
Den 9. marts 1814 bad en præst om lov til at begrave de dræbte borgere, der stadig lå, hvor de var blevet henrettet på et af byens to torve flere måneder før. Han forstod ikke, hvorfor denne gestus var blevet nægtet dem, og det gik ham på at se, hvordan byens børn brugte ligene som mål for stenkast.:79 
Gutiérrez levede et ret upåagtet liv i Louisiana til sin død.:55 
Fra 1811 til 1821 menes Texas befolkning at være halveret på grund af de spanske soldaters blodbad i San Antonio og en følgende folkeflugt fra provinsen til Louisiana af frygt for repressalier og vilkårlige henrettelser.:70 